# Kanada a 2002. évi téli olimpiai játékokon
Kanada az egyesült államokbeli Salt Lake Cityben megrendezett 2002. évi téli olimpiai játékok egyik részt vevő nemzete volt. Az országot az olimpián 13 sportágban 150 sportoló képviselte, akik összesen 17 érmet nem szereztek.

## Érmesek
| Érem  | Versenyző | Sportág                    | Versenyszám                |
| ----- | --- | -------------------------- | -------------------------- |
| Arany | Catriona Le May Doan | Gyorskorcsolya             | Női 500 m                  |
| Arany | Nemzeti válogatott Ed Belfour Rob Blake Eric Brewer Martin Brodeur Theoren Fleury Adam Foote Simon Gagné Jarome Iginla Curtis Joseph Ed Jovanovski Paul Kariya Mario Lemieux Eric Lindros Al MacInnis Scott Niedermayer Joe Nieuwendyk Owen Nolan Michael Peca Chris Pronger Joe Sakic Brendan Shanahan Ryan Smyth Steve Yzerman              | Jégkorong                  | Férfi                      |
| Arany | Nemzeti válogatott Dana Antal Kelly Béchard Jennifer Botterill Thérèse Brisson Cassie Campbell Isabelle Chartrand Lori Dupuis Danielle Goyette Geraldine Heaney Jayna Hefford Becky Kellar Caroline Ouellette Cherie Piper Cheryl Pounder Tammy Lee Shewchuk Sami Jo Small Colleen Sostorics Kim St-Pierre Vicky Sunohara Hayley Wickenheiser | Jégkorong                  | Női                        |
| Arany | Jamie Salé David Pelletier | Műkorcsolya                | Páros                      |
| Arany | Marc Gagnon | Rövidpályás gyorskorcsolya | Férfi 500 m                |
| Arany | Éric Bédard Marc Gagnon Jonathan Guilmette François-Louis Tremblay Mathieu Turcotte | Rövidpályás gyorskorcsolya | Férfi 5000 m váltó         |
| Arany | Beckie Scott | Sífutás                    | Női 5 + 5 km üldözőverseny |
| Ezüst | Don Bartlett Kevin Martin Carter Rycroft Ken Tralnberg Don Walchuk | Curling                    | Férfi                      |
| Ezüst | Jonathan Guilmette | Rövidpályás gyorskorcsolya | Férfi 500 m                |
| Ezüst | Veronica Brenner | Síakrobatika               | Női ugrás                  |
| Bronz | Cindy Klassen | Gyorskorcsolya             | Női 3000 m                 |
| Bronz | Clara Hughes | Gyorskorcsolya             | Női 5000 m                 |
| Bronz | Diane Dezura Kelley Law Cheryl Noble Julie Skinner Georgina Wheatcroft | Curling                    | Női                        |
| Bronz | Mathieu Turcotte | Rövidpályás gyorskorcsolya | Férfi 1000 m               |
| Bronz | Marc Gagnon | Rövidpályás gyorskorcsolya | Férfi 1500 m               |
| Bronz | Isabelle Charest Marie-Ève Drolet Amélie Goulet-Nadon Alanna Kraus Tania Vicent | Rövidpályás gyorskorcsolya | Női 3000 m váltó           |
| Bronz | Deidra Dionne | Síakrobatika               | Női ugrás                  |

## Alpesisí
| Versenyző         | Versenyszám            | 1. futam      | 1. futam      | 2. futam      | 2. futam      | Összesítés    | Összesítés    |
| Versenyző         | Versenyszám            | Idő           | Hely.         | Idő           | Hely.         | Idő           | Helyezés      |
| ----------------- | ---------------------- | ------------- | ------------- | ------------- | ------------- | ------------- | ------------- |
| David Anderson    | Lesiklás               |               |               |               |               | 1:43,20       | 38.           |
| Thomas Grandi     | Műlesiklás             | 51,15         | 19.           | 55,08         | 16.           | 1:46,23       | 16.           |
| Thomas Grandi     | Óriás-műlesiklás       | 1:13,74       | 17.*          | 1:11,50       | 5.            | 2:25,24       | 12.           |
| Thomas Grandi     | Szuperóriás-műlesiklás |               |               |               |               | nem ért célba | nem ért célba |
| Darin McBeath     | Lesiklás               |               |               |               |               | 1:42,15       | 32.           |
| Darin McBeath     | Szuperóriás-műlesiklás |               |               |               |               | nem ért célba | nem ért célba |
| Edi Podivinsky    | Lesiklás               |               |               |               |               | 1:41,69       | 24.           |
| Edi Podivinsky    | Szuperóriás-műlesiklás |               |               |               |               | nem ért célba | nem ért célba |
| Jean-Philippe Roy | Műlesiklás             | nem ért célba | nem ért célba | kiesett       | kiesett       | kiesett       | kiesett       |
| Jean-Philippe Roy | Óriás-műlesiklás       | 1:14,34       | 26.           | nem ért célba | nem ért célba | kiesett       | kiesett       |

| Versenyző         | Versenyszám | Lesiklás | Lesiklás | Műlesiklás    | Műlesiklás    | Műlesiklás | Műlesiklás | Műlesiklás | Műlesiklás | Összesítés | Összesítés |
| Versenyző         | Versenyszám | Lesiklás | Lesiklás | 1. futam      | 1. futam      | 2. futam   | 2. futam   | Össz.      | Össz.      | Összesítés | Összesítés |
| Versenyző         | Versenyszám | Idő      | Hely.    | Idő           | Hely.         | Idő        | Hely.      | Idő        | Hely.      | Idő        | Helyezés   |
| ----------------- | ----------- | -------- | -------- | ------------- | ------------- | ---------- | ---------- | ---------- | ---------- | ---------- | ---------- |
| Darin McBeath     | Összetett   | 1:41,07  | 14.      | 51,78         | 22.           | 56,72      | 18.        | 1:48,50    | 19.        | 3:29,57    | 17.        |
| Edi Podivinsky    | Összetett   | 1:40,59  | 11.      | nem ért célba | nem ért célba | kiesett    | kiesett    | kiesett    | kiesett    | kiesett    | kiesett    |
| Jean-Philippe Roy | Összetett   | 1:43,31  | 31.      | 46,87         | 4.            | 52,50      | 6.         | 1:39,37    | 6.         | 3:22,68    | 8.         |

Női
| Versenyző             | Versenyszám            | 1. futam      | 1. futam      | 2. futam | 2. futam | Összesítés    | Összesítés    |
| Versenyző             | Versenyszám            | Idő           | Hely.         | Idő      | Hely.    | Idő           | Helyezés      |
| --------------------- | ---------------------- | ------------- | ------------- | -------- | -------- | ------------- | ------------- |
| Anne-Marie LeFrançois | Lesiklás               |               |               |          |          | nem indult    | nem indult    |
| Anne-Marie LeFrançois | Szuperóriás-műlesiklás |               |               |          |          | nem ért célba | nem ért célba |
| Emily Brydon          | Műlesiklás             | 58,58         | 36.           | 59,61    | 28.      | 1:58,19       | 27.           |
| Emily Brydon          | Óriás-műlesiklás       | 1:21,03       | 44.           | 1:19,59  | 37.      | 2:40,62       | 38.           |
| Allison Forsyth       | Műlesiklás             | nem ért célba | nem ért célba | kiesett  | kiesett  | kiesett       | kiesett       |
| Allison Forsyth       | Óriás-műlesiklás       | 1:17,36       | 12.           | 1:15,42  | 5.       | 2:32,78       | 7.*           |
| Anne-Marie LeFrançois | Lesiklás               |               |               |          |          | nem ért célba | nem ért célba |
| Anne-Marie LeFrançois | Szuperóriás-műlesiklás |               |               |          |          | nem ért célba | nem ért célba |
| Geneviève Simard      | Szuperóriás-műlesiklás |               |               |          |          | 1:15,62       | 18.*          |
| Mélanie Turgeon       | Lesiklás               |               |               |          |          | 1:40,71       | 8.            |
| Mélanie Turgeon       | Szuperóriás-műlesiklás |               |               |          |          | 1:15,76       | 20.           |

| Versenyző          | Versenyszám | Műlesiklás | Műlesiklás | Műlesiklás | Műlesiklás | Műlesiklás | Műlesiklás | Lesiklás | Lesiklás | Összesítés | Összesítés |
| Versenyző          | Versenyszám | 1. futam   | 1. futam   | 2. futam   | 2. futam   | Össz.      | Össz.      | Lesiklás | Lesiklás | Összesítés | Összesítés |
| Versenyző          | Versenyszám | Idő        | Hely.      | Idő        | Hely.      | Idő        | Hely.      | Idő      | Hely.    | Idő        | Helyezés   |
| ------------------ | ----------- | ---------- | ---------- | ---------- | ---------- | ---------- | ---------- | -------- | -------- | ---------- | ---------- |
| Sara-Maude Boucher | Összetett   | 46,37      | 8.         | 44,90      | 11.        | 1:31,27    | 8.         | 1:18,10  | 16.      | 2:49,37    | 10.        |
| Geneviève Simard   | Összetett   | 45,76      | 4.         | 44,12      | 5.         | 1:29,88    | 5.         | 1:18,26  | 17.      | 2:48,14    | 7.         |

* – egy másik versenyzővel azonos eredményt ért el

## Biatlon
Férfi
| Versenyző   | Versenyszám           | Lövőhiba    | Időeredmény | Helyezés |
| ----------- | --------------------- | ----------- | ----------- | -------- |
| Robin Clegg | 10 km sprint          | 2 (1+1)     | 27:28,3     | 43.      |
| Robin Clegg | 12,5 km üldözőverseny | 3 (0+1+1+1) | 37:04,6     | 42.      |
| Robin Clegg | 20 km egyéni          | 2 (0+1+0+1) | 55:17,5     | 28.      |

## Bob
Férfi
| Versenyző                                            | Versenyszám | 1. futam | 1. futam | 2. futam | 2. futam | 3. futam | 3. futam | 4. futam | 4. futam | Összesítés | Összesítés |
| Versenyző                                            | Versenyszám | Idő      | Hely.    | Idő      | Hely.    | Idő      | Hely.    | Idő      | Hely.    | Idő        | Helyezés   |
| ---------------------------------------------------- | ----------- | -------- | -------- | -------- | -------- | -------- | -------- | -------- | -------- | ---------- | ---------- |
| Pierre Lueders Giulio Zardo                          | Kettes      | 47,67    | 4.       | 47,70    | 5.*      | 47,65    | 5.       | 47,71    | 5.       | 3:10,73    | 5.         |
| Yannik Morin John Sokolowski                         | Kettes      | 48,41    | 21.*     | 48,50    | 23.      | 48,55    | 23.      | 48,70    | 24.*     | 3:14,16    | 24.        |
| Pierre Lueders Ken Leblanc Giulio Zardo Pascal Caron | Négyes      | 47,12    | 14.      | 46,97    | 9.       | 47,41    | 7.*      | 47,67    | 11.      | 3:09,17    | 9.         |

Női
| Versenyző                      | Versenyszám | 1. futam | 1. futam | 2. futam | 2. futam | Összesítés | Összesítés |
| Versenyző                      | Versenyszám | Idő      | Hely.    | Idő      | Hely.    | Idő        | Helyezés   |
| ------------------------------ | ----------- | -------- | -------- | -------- | -------- | ---------- | ---------- |
| Christina Smith Paula McKenzie | Kettes      | 49,60    | 6.       | 49,75    | 10.      | 1:39,35    | 9.         |

* – egy másik csapattal azonos eredményt ért el

## Curling

### Férfi
- Kevin Martin
- Don Walchuk
- Carter Rycroft
- Don Bartlett
- Ken Tralnberg

#### Eredmények
Csoportkör
| Nemzet           | Szkip                  | Klub            | Város      | Gy | V |
| ---------------- | ---------------------- | --------------- | ---------- | -- | - |
| Kanada           | Kevin Martin           | Ottewell CC     | Edmonton   | 8  | 1 |
| Norvégia         | Pål Trulsen            | Stabekk CC      | Oslo       | 7  | 2 |
| Svájc            | Andreas Schwaller      | Biel-Touring CC | Biel       | 6  | 3 |
| Svédország       | Peja Lindholm          | Östersunds CK   | Östersund  | 6  | 3 |
| Finnország       | Markku Uusipaavalniemi | Oulunkylä CC    | Helsinki   | 5  | 4 |
| Németország      | Sebastian Stock        | EC Oberstdorf   | Oberstdorf | 4  | 5 |
| Dánia            | Ulrik Schmidt          | Hvidovre CC     | Hvidovre   | 3  | 6 |
| Nagy-Britannia   | Hammy McMillan         | Stranraer CC    | Stranraer  | 3  | 6 |
| Egyesült Államok | Tim Somerville         | Superior CC     | Superior   | 3  | 6 |
| Franciaország    | Dominique Dupont-Roc   | Chamonix CC     | Chamonix   | 0  | 9 |

- február 11., 09:00

| Sheet D            | Sheet D                   | 1 | 2 | 3 | 4 | 5 | 6 | 7 | 8 | 9 | 10 | VE |
| 1. end utolsó köve | Kanada (Martin)           | 0 | 2 | 1 | 0 | 1 | 0 | 2 | 0 | 0 | 0  | 6  |
|                    | Nagy-Britannia (McMillan) | 0 | 0 | 0 | 1 | 0 | 1 | 0 | 2 | 0 | 0  | 4  |

- február 11., 19:00

| Sheet B            | Sheet B                       | 1 | 2 | 3 | 4 | 5 | 6 | 7 | 8 | 9 | 10 | VE |
| 1. end utolsó köve | Egyesült Államok (Somerville) | 0 | 1 | 0 | 0 | 0 | 0 | 2 | 0 | 0 | X  | 3  |
|                    | Kanada (Martin)               | 1 | 0 | 3 | 0 | 1 | 1 | 0 | 1 | 1 | X  | 8  |

- február 12., 14:00

| Sheet C            | Sheet C                      | 1 | 2 | 3 | 4 | 5 | 6 | 7 | 8 | 9 | 10 | VE |
|                    | Finnország (Uusipaavalniemi) | 0 | 2 | 0 | 0 | 0 | 2 | X | X | X | X  | 4  |
| 1. end utolsó köve | Kanada (Martin)              | 2 | 0 | 3 | 2 | 2 | 0 | X | X | X | X  | 9  |

- február 13., 19:00

| Sheet B            | Sheet B                    | 1 | 2 | 3 | 4 | 5 | 6 | 7 | 8 | 9 | 10 | VE |
|                    | Kanada (Martin)            | 1 | 1 | 3 | 0 | 1 | 2 | X | X | X | X  | 8  |
| 1. end utolsó köve | Franciaország (Dupont-Roc) | 0 | 0 | 0 | 1 | 0 | 0 | X | X | X | X  | 1  |

- február 14., 14:00

| Sheet A            | Sheet A               | 1 | 2 | 3 | 4 | 5 | 6 | 7 | 8 | 9 | 10 | 11 | VE |
| 1. end utolsó köve | Kanada (Martin)       | 2 | 0 | 0 | 0 | 1 | 0 | 1 | 0 | 0 | 1  | 0  | 5  |
|                    | Svédország (Lindholm) | 0 | 2 | 0 | 0 | 0 | 1 | 0 | 2 | 0 | 0  | 1  | 6  |

- február 15., 09:00

| Sheet D            | Sheet D             | 1 | 2 | 3 | 4 | 5 | 6 | 7 | 8 | 9 | 10 | VE |
| 1. end utolsó köve | Németország (Stock) | 0 | 1 | 0 | 1 | 0 | 1 | 1 | 0 | 2 | 1  | 7  |
|                    | Kanada (Martin)     | 2 | 0 | 3 | 0 | 2 | 0 | 0 | 2 | 0 | 0  | 9  |

- február 15., 19:00

| Sheet B            | Sheet B           | 1 | 2 | 3 | 4 | 5 | 6 | 7 | 8 | 9 | 10 | VE |
|                    | Kanada (Martin)   | 0 | 1 | 0 | 1 | 1 | 1 | 2 | 1 | X | X  | 7  |
| 1. end utolsó köve | Svájc (Schwaller) | 1 | 0 | 1 | 0 | 0 | 0 | 0 | 0 | X | X  | 2  |

- február 17., 09:00

| Sheet C            | Sheet C            | 1 | 2 | 3 | 4 | 5 | 6 | 7 | 8 | 9 | 10 | VE |
| 1. end utolsó köve | Kanada (Martin)    | 3 | 1 | 1 | 0 | 3 | 0 | 1 | 0 | X | X  | 9  |
|                    | Norvégia (Trulsen) | 0 | 0 | 0 | 1 | 0 | 2 | 0 | 1 | X | X  | 4  |

- február 18., 14:00

| Sheet A            | Sheet A         | 1 | 2 | 3 | 4 | 5 | 6 | 7 | 8 | 9 | 10 | VE |
|                    | Dánia (Schmidt) | 1 | 0 | 0 | 1 | 0 | 0 | 0 | 1 | 0 | X  | 3  |
| 1. end utolsó köve | Kanada (Martin) | 0 | 1 | 0 | 0 | 1 | 1 | 2 | 0 | 3 | X  | 8  |

Elődöntők
- február 20., 14:00

| Sheet B            | Sheet B               | 1 | 2 | 3 | 4 | 5 | 6 | 7 | 8 | 9 | 10 | VE |
|                    | Svédország (Lindholm) | 0 | 2 | 0 | 0 | 1 | 0 | 1 | 0 | 0 | 0  | 4  |
| 1. end utolsó köve | Kanada (Martin)       | 3 | 0 | 0 | 1 | 0 | 1 | 0 | 1 | 0 | 0  | 6  |

Döntő
- február 22., 14:30

| Sheet C            | Sheet C            | 1 | 2 | 3 | 4 | 5 | 6 | 7 | 8 | 9 | 10 | VE |
| 1. end utolsó köve | Kanada (Martin)    | 0 | 0 | 0 | 0 | 2 | 1 | 0 | 2 | 0 | 0  | 5  |
|                    | Norvégia (Trulsen) | 0 | 1 | 0 | 2 | 0 | 0 | 1 | 0 | 1 | 1  | 6  |

| Csapat | Helyezés |
| ------ | -------- |
| Kanada |          |

### Női
- Kelley Law
- Julie Skinner
- Georgina Wheatcroft
- Diane Nelson
- Cheryl Noble

#### Eredmények
Csoportkör
| Nemzet           | Szkip              | Klub          | Város                  | Gy | V |
| ---------------- | ------------------ | ------------- | ---------------------- | -- | - |
| Kanada           | Kelley Law         | Royal City CC | New Westminster        | 8  | 1 |
| Svájc            | Luzia Ebnöther     | CC Bern AAM   | Bern                   | 7  | 2 |
| Egyesült Államok | Kari Erickson      | Bemidji CC    | Bemidji                | 6  | 3 |
| Nagy-Britannia   | Rhona Martin       | Greenacres CC | Howwood                | 5  | 4 |
| Németország      | Nathalie Nessler   | SC Riessersee | Garmisch-Partenkirchen | 5  | 4 |
| Svédország       | Elisabet Gustafson | Umeå CC       | Umeå                   | 5  | 4 |
| Norvégia         | Dordi Nordby       | Snarøen CC    | Oslo                   | 4  | 5 |
| Japán            | Kató Akiko         | Tokoro CC     | Tokoro                 | 2  | 7 |
| Dánia            | Lene Bidstrup      | Hvidovre CC   | Hvidovre               | 2  | 7 |
| Oroszország      | Olga Zsarkova      | Moskvitch CC  | Moszkva                | 1  | 8 |

- február 11., 14:00

| Sheet A            | Sheet A                | 1 | 2 | 3 | 4 | 5 | 6 | 7 | 8 | 9 | 10 | VE |
|                    | Svédország (Gustafson) | 0 | 0 | 0 | 0 | 0 | 1 | 0 | 0 | 2 | 1  | 4  |
| 1. end utolsó köve | Kanada (Law)           | 0 | 0 | 0 | 0 | 4 | 0 | 1 | 0 | 0 | 0  | 5  |

- február 12., 09:00

| Sheet D            | Sheet D           | 1 | 2 | 3 | 4 | 5 | 6 | 7 | 8 | 9 | 10 | VE |
| 1. end utolsó köve | Kanada (Law)      | 0 | 1 | 1 | 0 | 3 | 0 | 1 | 0 | 0 | 0  | 6  |
|                    | Norvégia (Nordby) | 1 | 0 | 0 | 1 | 0 | 1 | 0 | 1 | 1 | 0  | 5  |

- február 12., 19:00

| Sheet C            | Sheet C                | 1 | 2 | 3 | 4 | 5 | 6 | 7 | 8 | 9 | 10 | VE |
|                    | Kanada (Law)           | 0 | 0 | 0 | 1 | 1 | 0 | 3 | 0 | 2 | 0  | 7  |
| 1. end utolsó köve | Oroszország (Zsarkova) | 0 | 0 | 1 | 0 | 0 | 1 | 0 | 2 | 0 | 2  | 6  |

- február 13., 14:00

| Sheet A            | Sheet A                     | 1 | 2 | 3 | 4 | 5 | 6 | 7 | 8 | 9 | 10 | VE |
|                    | Egyesült Államok (Erickson) | 0 | 0 | 0 | 1 | 0 | 1 | 1 | 1 | 0 | 0  | 4  |
| 1. end utolsó köve | Kanada (Law)                | 1 | 1 | 0 | 0 | 2 | 0 | 0 | 0 | 0 | 2  | 6  |

- február 14., 19:00

| Sheet D            | Sheet D                 | 1 | 2 | 3 | 4 | 5 | 6 | 7 | 8 | 9 | 10 | VE |
| 1. end utolsó köve | Kanada (Law)            | 2 | 2 | 0 | 2 | 0 | 1 | 0 | 2 | X | X  | 9  |
|                    | Nagy-Britannia (Martin) | 0 | 0 | 1 | 0 | 2 | 0 | 1 | 0 | X | X  | 4  |

- február 15., 14:00

| Sheet C            | Sheet C              | 1 | 2 | 3 | 4 | 5 | 6 | 7 | 8 | 9 | 10 | VE |
| 1. end utolsó köve | Németország (Neßler) | 1 | 0 | 0 | 0 | 0 | 1 | 0 | 2 | 0 | 0  | 4  |
|                    | Kanada (Law)         | 0 | 0 | 1 | 0 | 3 | 0 | 2 | 0 | 2 | 0  | 8  |

- február 16., 09:00

| Sheet A            | Sheet A      | 1 | 2 | 3 | 4 | 5 | 6 | 7 | 8 | 9 | 10 | VE |
|                    | Kanada (Law) | 0 | 2 | 0 | 2 | 1 | 0 | 0 | 2 | 2 | X  | 9  |
| 1. end utolsó köve | Japán (Kató) | 1 | 0 | 2 | 0 | 0 | 0 | 1 | 0 | 0 | X  | 4  |

- február 16., 19:00

| Sheet B            | Sheet B          | 1 | 2 | 3 | 4 | 5 | 6 | 7 | 8 | 9 | 10 | VE |
| 1. end utolsó köve | Kanada (Law)     | 2 | 1 | 0 | 1 | 0 | 2 | 0 | 0 | 2 | 1  | 9  |
|                    | Dánia (Bidstrup) | 0 | 0 | 1 | 0 | 1 | 0 | 1 | 1 | 0 | 0  | 4  |

- február 18., 09:00

| Sheet D            | Sheet D          | 1 | 2 | 3 | 4 | 5 | 6 | 7 | 8 | 9 | 10 | VE |
| 1. end utolsó köve | Svájc (Ebnöther) | 1 | 0 | 2 | 0 | 1 | 0 | 2 | 1 | 0 | 0  | 7  |
|                    | Kanada (Law)     | 0 | 1 | 0 | 1 | 0 | 1 | 0 | 0 | 2 | 1  | 6  |

Elődöntő
- február 20., 09:00

| Sheet D            | Sheet D                 | 1 | 2 | 3 | 4 | 5 | 6 | 7 | 8 | 9 | 10 | VE |
|                    | Nagy-Britannia (Martin) | 0 | 0 | 1 | 2 | 0 | 0 | 2 | 0 | 0 | 1  | 6  |
| 1. end utolsó köve | Kanada (Law)            | 1 | 0 | 0 | 0 | 1 | 1 | 0 | 1 | 1 | 0  | 5  |

Bronzmérkőzés
- február 21., 09:00

| Sheet C            | Sheet C                     | 1 | 2 | 3 | 4 | 5 | 6 | 7 | 8 | 9 | 10 | VE |
|                    | Egyesült Államok (Erickson) | 0 | 1 | 1 | 0 | 0 | 1 | 0 | 2 | 0 | 0  | 5  |
| 1. end utolsó köve | Kanada (Law)                | 2 | 0 | 0 | 2 | 1 | 0 | 2 | 0 | 1 | 1  | 9  |

| Csapat | Helyezés |
| ------ | -------- |
| Kanada |          |

## Gyorskorcsolya
Férfi
| Versenyző          | Versenyszám | 1. futam       | 1. futam       | 2. futam | 2. futam | Eredmény | Helyezés |
| Versenyző          | Versenyszám | Idő            | Hely.          | Idő      | Hely.    | Eredmény | Helyezés |
| ------------------ | ----------- | -------------- | -------------- | -------- | -------- | -------- | -------- |
| Patrick Bouchard   | 500 m       | 35,54          | 20.            | 35,34    | 22.      | 70,88    | 20.      |
| Patrick Bouchard   | 1000 m      |                |                |          |          | 1:09,21  | 19.      |
| Éric Brisson       | 500 m       | 35,86          | 24.            | 35,68    | 28.      | 71,54    | 24.      |
| Steven Elm         | 1500 m      |                |                |          |          | 1:46,99  | 18.      |
| Steven Elm         | 5000 m      |                |                |          |          | 6:34,76  | 23.      |
| Mike Ireland       | 500 m       | 34,77          | 6.             | 34,83    | 9.       | 69,60    | 7.       |
| Mike Ireland       | 1000 m      |                |                |          |          | 1:08,88  | 14.      |
| Mark Knoll         | 5000 m      |                |                |          |          | 6:30,63  | 18.      |
| Philippe Marois    | 1500 m      |                |                |          |          | 1:48,13  | 28.      |
| Kevin Marshall     | 1000 m      |                |                |          |          | 1:09,26  | 20.      |
| Kevin Marshall     | 1500 m      |                |                |          |          | 1:46,75  | 17.      |
| Dustin Molicki     | 1500 m      |                |                |          |          | 1:46,00  | 12.      |
| Dustin Molicki     | 5000 m      |                |                |          |          | 6:26,29  | 11.      |
| Dustin Molicki     | 10 000 m    |                |                |          |          | 13:54,49 | 16.      |
| Jeremy Wotherspoon | 500 m       | nem ért célba~ | nem ért célba~ | 34,63    | 1.       | kiesett  | kiesett  |
| Jeremy Wotherspoon | 1000 m      |                |                |          |          | 1:08,82  | 13.      |

Női
| Versenyző            | Versenyszám | 1. futam | 1. futam | 2. futam | 2. futam | Eredmény | Helyezés |
| Versenyző            | Versenyszám | Idő      | Hely.    | Idő      | Hely.    | Eredmény | Helyezés |
| -------------------- | ----------- | -------- | -------- | -------- | -------- | -------- | -------- |
| Susan Auch           | 500 m       | 38,84    | 20.      | 38,76    | 19.      | 77,60    | 21.      |
| Susan Auch           | 1000 m      |          |          |          |          | 1:17,89  | 27.      |
| Kristina Groves      | 1500 m      |          |          |          |          | 1:59,54  | 20.      |
| Kristina Groves      | 3000 m      |          |          |          |          | 4:06,44  | 8.       |
| Kristina Groves      | 5000 m      |          |          |          |          | 7:07,16  | 10.      |
| Clara Hughes         | 3000 m      |          |          |          |          | 4:06,57  | 10.      |
| Clara Hughes         | 5000 m      |          |          |          |          | 6:53,53  |          |
| Cindy Klassen        | 1000 m      |          |          |          |          | 1:15,08  | 13.      |
| Cindy Klassen        | 1500 m      |          |          |          |          | 1:55,59  | 4.       |
| Cindy Klassen        | 3000 m      |          |          |          |          | 3:58,97  |          |
| Cindy Klassen        | 5000 m      |          |          |          |          | 6:55,89  | 4.       |
| Catriona Le May Doan | 500 m       | 37,30    | 1.       | 37,45    | 1.       | 74,75    |          |
| Catriona Le May Doan | 1000 m      |          |          |          |          | 1:14,72  | 9.       |
| Cindy Overland       | 1500 m      |          |          |          |          | 2:00,02  | 25.      |

~ – a futam során elesett

## Jégkorong

### Férfi
| Kanadai nemzeti férfi jégkorongcsapat-játékoskeret | Kanadai nemzeti férfi jégkorongcsapat-játékoskeret | Kanadai nemzeti férfi jégkorongcsapat-játékoskeret | Kanadai nemzeti férfi jégkorongcsapat-játékoskeret | Kanadai nemzeti férfi jégkorongcsapat-játékoskeret | Kanadai nemzeti férfi jégkorongcsapat-játékoskeret | Kanadai nemzeti férfi jégkorongcsapat-játékoskeret |
| #                                                  | Név                                                | Poszt                                              | Magasság                                           | Súly                                               | Kor                                                | Klub                                               |
| -------------------------------------------------- | -------------------------------------------------- | -------------------------------------------------- | -------------------------------------------------- | -------------------------------------------------- | -------------------------------------------------- | -------------------------------------------------- |
| 20                                                 | Ed Belfour                                         | K                                                  | 18                                                 | 88                                                 | 1965. április 21. (36 évesen)                      | Dallas Stars                                       |
| 30                                                 | Martin Brodeur                                     | K                                                  | 188                                                | 93                                                 | 1972. május 6. (29 évesen)                         | New Jersey Devils                                  |
| 31                                                 | Curtis Joseph                                      | K                                                  | 18                                                 | 86                                                 | 1967. április 29. (34 évesen)                      | Toronto Maple Leafs                                |
| 2                                                  | Al MacInnis                                        | V                                                  | 188                                                | 95                                                 | 1963. július 11. (38 évesen)                       | St. Louis Blues                                    |
| 3                                                  | Eric Brewer                                        | V                                                  | 19                                                 | 100                                                | 1979. április 17. (22 évesen)                      | Edmonton Oilers                                    |
| 4                                                  | Rob Blake                                          | V                                                  | 19                                                 | 98                                                 | 1969. december 10. (32 évesen)                     | Colorado Avalanche                                 |
| 27                                                 | Scott Niedermayer                                  | V                                                  | 185                                                | 90                                                 | 1973. augusztus 31. (28 évesen)                    | New Jersey Devils                                  |
| 44                                                 | Chris Pronger                                      | V                                                  | 198                                                | 100                                                | 1974. október 10. (27 évesen)                      | St. Louis Blues                                    |
| 52                                                 | Adam Foote                                         | V                                                  | 185                                                | 93                                                 | 1971. július 10. (30 évesen)                       | Colorado Avalanche                                 |
| 55                                                 | Ed Jovanovski                                      | V                                                  | 188                                                | 95                                                 | 1976. június 26. (25 évesen)                       | Vancouver Canucks                                  |
| 9                                                  | Paul Kariya                                        | T                                                  | 178                                                | 82                                                 | 1974. október 16. (27 évesen)                      | Mighty Ducks of Anaheim                            |
| 11                                                 | Owen Nolan                                         | T                                                  | 185                                                | 95                                                 | 1972. február 12. (29 évesen)                      | San Jose Sharks                                    |
| 12                                                 | Jarome Iginla                                      | T                                                  | 185                                                | 92                                                 | 1977. július 1. (24 évesen)                        | Calgary Flames                                     |
| 14                                                 | Brendan Shanahan                                   | T                                                  | 191                                                | 91                                                 | 1969. január 23. (33 évesen)                       | Detroit Red Wings                                  |
| 19                                                 | Steve Yzerman                                      | T                                                  | 18                                                 | 82                                                 | 1965. május 9. (36 évesen)                         | Detroit Red Wings                                  |
| 21                                                 | Simon Gagné                                        | T                                                  | 183                                                | 84                                                 | 1980. február 29. (21 évesen)                      | Philadelphia Flyers                                |
| 25                                                 | Joe Nieuwendyk                                     | T                                                  | 185                                                | 93                                                 | 1966. szeptember 10. (35 évesen)                   | Dallas Stars                                       |
| 37                                                 | Mike Peca                                          | T                                                  | 18                                                 | 86                                                 | 1974. március 26. (27 évesen)                      | New York Islanders                                 |
| 66                                                 | Mario Lemieux                                      | T                                                  | 193                                                | 102                                                | 1965. október 5. (36 évesen)                       | Pittsburgh Penguins                                |
| 74                                                 | Theo Fleury                                        | T                                                  | 167                                                | 81                                                 | 1968. június 29. (33 évesen)                       | New York Rangers                                   |
| 88                                                 | Eric Lindros                                       | T                                                  | 193                                                | 107                                                | 1973. február 28. (28 évesen)                      | New York Rangers                                   |
| 91                                                 | Joe Sakic                                          | T                                                  | 18                                                 | 86                                                 | 1969. július 7. (32 évesen)                        | Colorado Avalanche                                 |
| 94                                                 | Ryan Smyth                                         | T                                                  | 185                                                | 88                                                 | 1976. február 21. (25 évesen)                      | Edmonton Oilers                                    |
| Vezetőedző: Pat Quinn                              | Vezetőedző: Pat Quinn                              | Vezetőedző: Pat Quinn                              | Vezetőedző: Pat Quinn                              | Vezetőedző: Pat Quinn                              | 1943. január 29. (59 évesen)                       | 1943. január 29. (59 évesen)                       |

- Posztok rövidítései: K – Kapus, V – Védő, T – Támadó
- Kor: 2002. február 9-i kora

#### Eredmények
Csoportkör
C csoport
| Csapat      | M | Gy | V | D | G+ | G– | Gk  | P |
| ----------- | - | -- | - | - | -- | -- | --- | - |
| Svédország  | 3 | 3  | 0 | 0 | 14 | 4  | +10 | 6 |
| Csehország  | 3 | 1  | 1 | 1 | 12 | 7  | +5  | 3 |
| Kanada      | 3 | 1  | 1 | 1 | 8  | 10 | −2  | 3 |
| Németország | 3 | 0  | 3 | 0 | 5  | 18 | −13 | 0 |

| 2002. február 15. | Kanada | 2 – 5 (1–1, 0–4, 1–0) | Svédország | E Center, West Valley City Nézőszám: 8597 |

|  |  |  |  |  |
|  |  |  |  |  |
|  |  |  |  |  |
|  |  |  |  |  |

| 2002. február 17. | Kanada | 3 – 2 (0–0, 3–0, 0–2) | Németország | Peaks Ice Arena, Provo Nézőszám: 6425 |

|  |  |  |  |  |
|  |  |  |  |  |
|  |  |  |  |  |
|  |  |  |  |  |

| 2002. február 18. | Csehország | 3 – 3 (1–1, 1–1, 1–1) | Kanada | E Center, West Valley City Nézőszám: 8599 |

|  |  |  |  |  |
|  |  |  |  |  |
|  |  |  |  |  |
|  |  |  |  |  |

Negyeddöntő
| 2002. február 20. | Finnország | 1 – 2 (0–1, 1–1, 0–0) | Kanada | E Center, West Valley City Nézőszám: 8599 |

|  |  |  |  |  |
|  |  |  |  |  |
|  |  |  |  |  |
|  |  |  |  |  |

Elődöntő
| 2002. február 22. | Kanada | 7 – 1 (2–1, 2–0, 3–0) | Fehéroroszország | E Center, West Valley City Nézőszám: 8599 |

|  |  |  |  |  |
|  |  |  |  |  |
|  |  |  |  |  |
|  |  |  |  |  |

Döntő
| 2002. február 24. | Egyesült Államok | 2 – 5 (1–2, 1–1, 0–2) | Kanada | E Center, West Valley City Nézőszám: 8599 |

| |       |                                                                          |  |  |
| \| Amonte – 08:49 Rafalski – 35:30 \| Gólok \| 14:50 – Kariya 18:33 – Iginla 38:19 – Sakic 56:01 – Iginla 58:40 – Sakic \| |       |                                                                          |  |  |
| |       |                                                                          |  |  |
| |       |                                                                          |  |  |
| Amonte – 08:49 Rafalski – 35:30                                                                                            | Gólok | 14:50 – Kariya 18:33 – Iginla 38:19 – Sakic 56:01 – Iginla 58:40 – Sakic |  |  |

| Csapat | Helyezés |
| ------ | -------- |
| Kanada |          |

### Női
| Kanadai nemzeti női jégkorongcsapat-játékoskeret | Kanadai nemzeti női jégkorongcsapat-játékoskeret | Kanadai nemzeti női jégkorongcsapat-játékoskeret | Kanadai nemzeti női jégkorongcsapat-játékoskeret | Kanadai nemzeti női jégkorongcsapat-játékoskeret | Kanadai nemzeti női jégkorongcsapat-játékoskeret | Kanadai nemzeti női jégkorongcsapat-játékoskeret |
| #                                                | Név                                              | Poszt                                            | Magasság                                         | Súly                                             | Kor                                              | Klub                                             |
| ------------------------------------------------ | ------------------------------------------------ | ------------------------------------------------ | ------------------------------------------------ | ------------------------------------------------ | ------------------------------------------------ | ------------------------------------------------ |
| 1                                                | Sami Jo Small                                    | K                                                | 170                                              | 85                                               | 1976. március 25. (25 évesen)                    | Team Canada                                      |
| 33                                               | Kim St-Pierre                                    | K                                                | 57                                               | 126                                              | 1978. december 14. (23 évesen)                   | Team Canada                                      |
| 4                                                | Becky Kellar                                     | V                                                | 69                                               | 152                                              | 1975. január 1. (27 évesen)                      | Team Canada                                      |
| 5                                                | Colleen Sostorics                                | V                                                | 77                                               | 170                                              | 1979. december 17. (22 évesen)                   | Team Canada                                      |
| 6                                                | Thérèse Brisson                                  | V                                                | 56                                               | 123                                              | 1966. október 5. (35 évesen)                     | Team Canada                                      |
| 11                                               | Cheryl Pounder                                   | V                                                | 67                                               | 148                                              | 1976. június 21. (25 évesen)                     | Team Canada                                      |
| 73                                               | Isabelle Chartrand                               | V                                                | 62                                               | 137                                              | 1978. április 20. (23 évesen)                    | Team Canada                                      |
| 91                                               | Geraldine Heaney                                 | V                                                | 64                                               | 141                                              | 1967. október 1. (34 évesen)                     | Team Canada                                      |
| 7                                                | Cherie Piper                                     | T                                                | 75                                               | 165                                              | 1981. június 29. (20 évesen)                     | Team Canada                                      |
| 12                                               | Lori Dupuis                                      | T                                                | 77                                               | 170                                              | 1972. november 14. (29 évesen)                   | Team Canada                                      |
| 13                                               | Caroline Ouellette                               | T                                                | 64                                               | 141                                              | 1979. május 25. (22 évesen)                      | Team Canada                                      |
| 15                                               | Danielle Goyette                                 | T                                                | 68                                               | 150                                              | 1966. január 30. (36 évesen)                     | Team Canada                                      |
| 16                                               | Jayna Hefford                                    | T                                                | 67                                               | 148                                              | 1977. május 14. (24 évesen)                      | Team Canada                                      |
| 17                                               | Jennifer Botterill                               | T                                                | 74                                               | 163                                              | 1979. május 1. (22 évesen)                       | Team Canada                                      |
| 22                                               | Hayley Wickenheiser                              | T                                                | 73                                               | 161                                              | 1978. augusztus 12. (23 évesen)                  | Team Canada                                      |
| 23                                               | Dana Antal                                       | T                                                | 64                                               | 141                                              | 1977. április 19. (24 évesen)                    | Team Canada                                      |
| 24                                               | Kelly Béchard                                    | T                                                | 67                                               | 148                                              | 1978. január 22. (24 évesen)                     | Team Canada                                      |
| 25                                               | Tammy Lee Shewchuk                               | T                                                | 49                                               | 108                                              | 1977. december 31. (24 évesen)                   | Team Canada                                      |
| 61                                               | Vicky Sunohara                                   | T                                                | 80                                               | 176                                              | 1970. május 18. (31 évesen)                      | Team Canada                                      |
| 77                                               | Cassie Campbell                                  | T                                                | 65                                               | 143                                              | 1973. november 22. (28 évesen)                   | Team Canada                                      |
| Vezetőedző: Daniele Sauvageau                    | Vezetőedző: Daniele Sauvageau                    | Vezetőedző: Daniele Sauvageau                    | Vezetőedző: Daniele Sauvageau                    | Vezetőedző: Daniele Sauvageau                    | 1962. április 22. (39 évesen)                    | 1962. április 22. (39 évesen)                    |

- Posztok rövidítései: K – Kapus, V – Védő, T – Támadó
- Kor: 2002. február 9-i kora

#### Eredmények
A csoport
| Csapat      | M | Gy | V | D | G+ | G– | Gk  | P |
| ----------- | - | -- | - | - | -- | -- | --- | - |
| Kanada      | 3 | 3  | 0 | 0 | 25 | 0  | +25 | 6 |
| Svédország  | 3 | 2  | 1 | 0 | 10 | 13 | −3  | 4 |
| Oroszország | 3 | 1  | 2 | 0 | 6  | 11 | −5  | 2 |
| Kazahsztán  | 3 | 0  | 3 | 0 | 1  | 18 | −17 | 0 |

| 2002. február 11. | Kanada | 7 – 0 (3–0, 2–0, 2–0) | Kazahsztán | E Center, West Valley City Nézőszám: 7321 |

|  |  |  |  |  |
|  |  |  |  |  |
|  |  |  |  |  |
|  |  |  |  |  |

| 2002. február 13. | Oroszország | 0 – 7 (0–2, 0–2, 0–3) | Kanada | E Center, West Valley City Nézőszám: 8213 |

|  |  |  |  |  |
|  |  |  |  |  |
|  |  |  |  |  |
|  |  |  |  |  |

| 2002. február 16. | Kanada | 11 – 0 (1–0, 4–0, 6–0) | Svédország | Peaks Ice Arena, Provo Nézőszám: 6306 |

|  |  |  |  |  |
|  |  |  |  |  |
|  |  |  |  |  |
|  |  |  |  |  |

Elődöntő
| 2002. február 19. | Kanada | 7 – 3 (2–1, 0–2, 5–0) | Finnország | E Center, West Valley City Nézőszám: 7289 |

|  |  |  |  |  |
|  |  |  |  |  |
|  |  |  |  |  |
|  |  |  |  |  |

Döntő
| 2002. február 21. | Egyesült Államok | 2 – 3 (0–1, 1–2, 1–0) | Kanada | E Center, West Valley City Nézőszám: 8599 |

|  |  |  |  |  |
|  |  |  |  |  |
|  |  |  |  |  |
|  |  |  |  |  |

| Csapat | Helyezés |
| ------ | -------- |
| Kanada |          |

## Műkorcsolya
| Versenyző                          | Versenyszám  | Rövid program     | Rövid program | Rövid program | Kűr               | Kűr   | Kűr         | Összesítés         | Összesítés |
| Versenyző                          | Versenyszám  | Több. hely. száma | Hely.         | Hely. pont.   | Több. hely. száma | Hely. | Hely. pont. | Helyezési pontszám | Helyezés   |
| ---------------------------------- | ------------ | ----------------- | ------------- | ------------- | ----------------- | ----- | ----------- | ------------------ | ---------- |
| Elvis Stojko                       | Férfi egyéni | 5×7+              | 7.            | 3,5           | 6×7+              | 8.    | 8,0         | 11,5               | 8.         |
| Jennifer Robinson                  | Női egyéni   | 7×9+              | 8.            | 4,0           | 6×7+              | 7.    | 7,0         | 11,0               | 7.         |
| Jamie Salé David Pelletier         | Páros        | 9×2+              | 2.            | 1,0           | 4×1+              | 1.*   | 1,0         | NOB-döntés*        | *          |
| Jacinthe Larivière Lenny Faustino  | Páros        | 5×13+             | 13.           | 6,5           | 6×10+             | 10.   | 10,0        | 16,5               | 10.        |
| Anabelle Langlois Patrice Archetto | Páros        | 6×14+             | 14.           | 7,0           | 8×11+             | 11.   | 11,0        | 18,0               | 12.        |

* - A Salé–Pelletier-páros eredetileg a második helyen végzett, azonban a NOB utólag megváltoztatta a kűr és az összesítés végeredményét. A kanadai párost is aranyérmesnek hirdették ki az orosz Berezsnaja–Sziharulidze-kettőssel együtt.
| Versenyző                            | Versenyszám | Kötelező tánc 1   | Kötelező tánc 1 | Kötelező tánc 1 | Kötelező tánc 2   | Kötelező tánc 2 | Kötelező tánc 2 | Eredeti (original) tánc | Eredeti (original) tánc | Eredeti (original) tánc | Kűr               | Kűr   | Kűr         | Összesítés         | Összesítés |
| Versenyző                            | Versenyszám | Több. hely. száma | Hely.           | Hely. pont.     | Több. hely. száma | Hely.           | Hely. pont.     | Több. hely. száma       | Hely.                   | Hely. pont.             | Több. hely. száma | Hely. | Hely. pont. | Helyezési pontszám | Helyezés   |
| ------------------------------------ | ----------- | ----------------- | --------------- | --------------- | ----------------- | --------------- | --------------- | ----------------------- | ----------------------- | ----------------------- | ----------------- | ----- | ----------- | ------------------ | ---------- |
| Shae-Lynn Bourne Victor Kraatz       | Jégtánc     | 7×4+              | 4.              | 0,8             | 8×4+              | 4.              | 0,8             | 5×4+                    | 4.                      | 2,4                     | 5×4+              | 4.    | 4,0         | 8,0                | 4.         |
| Marie-France Dubreuil Patrice Lauzon | Jégtánc     | 7×11+             | 11.             | 2,2             | 6×11+             | 12.             | 2,4             | 8×12+                   | 12.                     | 7,2                     | 6×12+             | 12.   | 12,0        | 23,8               | 12.        |

## Rövidpályás gyorskorcsolya
Férfi
| Versenyző                                                                           | Versenyszám  | Előfutam | Előfutam | Negyeddöntő | Negyeddöntő | Elődöntő | Elődöntő | B döntő | B döntő | Döntő    | Döntő   | Helyezés |
| Versenyző                                                                           | Versenyszám  | Idő      | Hely.    | Idő         | Hely.       | Idő      | Hely.    | Idő     | Hely.   | Idő      | Hely.   | Helyezés |
| ----------------------------------------------------------------------------------- | ------------ | -------- | -------- | ----------- | ----------- | -------- | -------- | ------- | ------- | -------- | ------- | -------- |
| Marc Gagnon                                                                         | 500 m        | 43,395   | 2.       | 42,384      | 2.          | 41,981   | 2.       |         |         | 41,802   | 1.      |          |
| Marc Gagnon                                                                         | 1000 m       | 1:28,718 | 2.       | kizárták    | kizárták    | kiesett  | kiesett  | kiesett | kiesett | kiesett  | kiesett | 16.      |
| Marc Gagnon                                                                         | 1500 m       | 2:20,126 | 1.       |             |             | 2:20,050 | 2.       |         |         | 2:18,806 | 3.      |          |
| Jonathan Guilmette                                                                  | 500 m        | 42,326   | 1.       | 42,809      | 1.          | 42,201   | 1.       |         |         | 41,994   | 2.      |          |
| Jonathan Guilmette                                                                  | 1500 m       | kizárták | kizárták |             |             | kiesett  | kiesett  | kiesett | kiesett | kiesett  | kiesett | kiesett  |
| Mathieu Turcotte                                                                    | 1000 m       | 1:28,229 | 2.       | 1:27,185    | 1.          | 1:35,155 | 3.       |         |         | 1:30,563 | 3.      |          |
| Éric Bédard Marc Gagnon Jonathan Guilmette François-Louis Tremblay Mathieu Turcotte | 5000 m váltó |          |          |             |             | 6:45,455 | 1.       |         |         | 6:51,579 | 1.      |          |

Női
| Versenyző                                                                       | Versenyszám  | Előfutam | Előfutam | Negyeddöntő | Negyeddöntő | Elődöntő | Elődöntő | B döntő  | B döntő | Döntő    | Döntő | Helyezés |
| Versenyző                                                                       | Versenyszám  | Idő      | Hely.    | Idő         | Hely.       | Idő      | Hely.    | Idő      | Hely.   | Idő      | Hely. | Helyezés |
| ------------------------------------------------------------------------------- | ------------ | -------- | -------- | ----------- | ----------- | -------- | -------- | -------- | ------- | -------- | ----- | -------- |
| Isabelle Charest                                                                | 500 m        | 44,964   | 2.       | 45,011      | 3.          | 44,307   | 2.*      |          |         | 44,662   | 4.    | 4.       |
| Marie-Ève Drolet                                                                | 1000 m       | 1:40,646 | 2.       | 1:33,578    | 2.          | 1:37,916 | 1.       |          |         | 1:37,563 | 4.    | 4.       |
| Marie-Ève Drolet                                                                | 1500 m       | 2:29,652 | 3.       |             |             | 2:21,758 | 3.       | 2:31,203 | 1.      |          |       | 6.       |
| Alanna Kraus                                                                    | 500 m        | 45,101   | 1.       | 44,863      | 2.          | 44,776   | 3.       | 44,930   | 1.      |          |       | 6.       |
| Alanna Kraus                                                                    | 1000 m       | 1:33,622 | 1.       | 1:36,683    | 1.          | 1:35,510 | 3.       | 1:35,642 | 4.      |          |       | 8.       |
| Alanna Kraus                                                                    | 1500 m       | 2:26,968 | 2.       |             |             | 2:32,411 | 2.       |          |         | 3:05,002 | 5.    | 5.       |
| Isabelle Charest Marie-Ève Drolet Amélie Goulet-Nadon Alanna Kraus Tania Vicent | 3000 m váltó |          |          |             |             | 4:16,920 | 2.       |          |         | 4:15,738 | 3.    |          |

* – egy másik versenyzővel azonos eredményt ért el

## Síakrobatika
Ugrás
| Versenyző        | Versenyszám | Selejtező | Selejtező | Döntő   | Döntő    |
| Versenyző        | Versenyszám | Pont      | Helyezés  | Pont    | Helyezés |
| ---------------- | ----------- | --------- | --------- | ------- | -------- |
| Jeff Bean        | Férfi       | 230,28    | 9.        | 250,97  | 4.       |
| Andy Capicik     | Férfi       | 239,69    | 6.        | 243,78  | 8.       |
| Nicolas Fontaine | Férfi       | 212,48    | 16.       | kiesett | kiesett  |
| Steve Omischl    | Férfi       | 242,30    | 4.        | 222,04  | 11.      |
| Veronika Bauer   | Női         | 167,58    | 9.        | 153,88  | 10.      |
| Veronica Brenner | Női         | 168,03    | 8.        | 190,02  |          |
| Deidra Dionne    | Női         | 174,51    | 5.        | 189,26  |          |

Mogul
| Versenyző         | Versenyszám | Selejtező | Selejtező | Döntő   | Döntő    |
| Versenyző         | Versenyszám | Pont      | Helyezés  | Pont    | Helyezés |
| ----------------- | ----------- | --------- | --------- | ------- | -------- |
| Scott Bellavance  | Férfi       | 25,14     | 10.       | 26,55   | 6.       |
| Jean-Luc Brassard | Férfi       | 23,31     | 21.       | kiesett | kiesett  |
| Ryan Johnson      | Férfi       | 25,60     | 6.        | 26,55   | 7.       |
| Stéphane Rochon   | Férfi       | 25,57     | 7.        | 19,80   | 15.      |
| Tami Bradley      | Női         | 22,55     | 11.       | 18,46   | 14.      |
| Jennifer Heil     | Női         | 23,19     | 9.        | 24,84   | 4.       |
| Kelly Ringstad    | Női         | 22,40     | 15.       | 22,86   | 13.      |

## Sífutás
Férfi
| Versenyző     | Versenyszám | Selejtező | Selejtező | Negyeddöntő | Negyeddöntő | Elődöntő | Elődöntő | B döntő | B döntő | Döntő     | Döntő    |
| Versenyző     | Versenyszám | Idő       | Hely.     | Idő         | Hely.       | Idő      | Hely.    | Idő     | Hely.   | Idő       | Helyezés |
| ------------- | ----------- | --------- | --------- | ----------- | ----------- | -------- | -------- | ------- | ------- | --------- | -------- |
| Donald Farley | Sprint      | 3:03,02   | 44.       | kiesett     | kiesett     | kiesett  | kiesett  | kiesett | kiesett | kiesett   | 43.      |
| Donald Farley | 15 km       |           |           |             |             |          |          |         |         | 41:26,6   | 46.      |
| Donald Farley | 30 km       |           |           |             |             |          |          |         |         | 1:17:43,6 | 45.      |
| Donald Farley | 50 km       |           |           |             |             |          |          |         |         | 2:21:26,5 | 39.      |

| Versenyző     | Versenyszám              | 10 km klasszikus | 10 km klasszikus | 10 km szabad | 10 km szabad | Helyezés |
| Versenyző     | Versenyszám              | Idő              | Hely.            | Időhátrány   | Idő          | Helyezés |
| ------------- | ------------------------ | ---------------- | ---------------- | ------------ | ------------ | -------- |
| Donald Farley | 10 + 10 km üldözőverseny | nem indult       | nem indult       | kiesett      | kiesett      | kiesett  |

Női
| Versenyző                                                 | Versenyszám    | Selejtező | Selejtező | Negyeddöntő | Negyeddöntő | Elődöntő | Elődöntő | B döntő | B döntő | Döntő      | Döntő      |
| Versenyző                                                 | Versenyszám    | Idő       | Hely.     | Idő         | Hely.       | Idő      | Hely.    | Idő     | Hely.   | Idő        | Helyezés   |
| --------------------------------------------------------- | -------------- | --------- | --------- | ----------- | ----------- | -------- | -------- | ------- | ------- | ---------- | ---------- |
| Amanda Fortier                                            | 15 km          |           |           |             |             |          |          |         |         | 43:38,7    | 34.        |
| Amanda Fortier                                            | 30 km          |           |           |             |             |          |          |         |         | 1:42:08,1  | 28.        |
| Jaime Fortier                                             | Sprint         | 3:23,98   | 30.       | kiesett     | kiesett     | kiesett  | kiesett  | kiesett | kiesett | kiesett    | 30.        |
| Jaime Fortier                                             | 10 km          |           |           |             |             |          |          |         |         | 31:42,1    | 45.        |
| Jaime Fortier                                             | 15 km          |           |           |             |             |          |          |         |         | 43:54,0    | 37.        |
| Jaime Fortier                                             | 30 km          |           |           |             |             |          |          |         |         | 1:44:26,2  | 34.        |
| Sara Renner                                               | Sprint         | 3:18,07   | 14.       | 3:42,4      | 2.          | 3:20,0   | 5.       | kiesett | kiesett | kiesett    | 9.         |
| Sara Renner                                               | 10 km          |           |           |             |             |          |          |         |         | 29:46,7    | 13.        |
| Sara Renner                                               | 30 km          |           |           |             |             |          |          |         |         | nem indult | nem indult |
| Beckie Scott                                              | Sprint         | 3:14,62   | 5.        | 3:15,8      | 1.          | 3:25,4   | 4.       | 3:24,9  | 1.      |            | 5.         |
| Beckie Scott                                              | 10 km          |           |           |             |             |          |          |         |         | 28:49,2    | 4.         |
| Milaine Thériault                                         | Sprint         | 3:24,41   | 31.       | kiesett     | kiesett     | kiesett  | kiesett  | kiesett | kiesett | kiesett    | 31.        |
| Milaine Thériault                                         | 10 km          |           |           |             |             |          |          |         |         | 30:12,6    | 23.        |
| Milaine Thériault                                         | 30 km          |           |           |             |             |          |          |         |         | 1:42:56,9  | 31.        |
| Sara Renner Milaine Theriault Amanda Fortier Beckie Scott | 4 × 5 km váltó |           |           |             |             |          |          |         |         | 50:49,6    | 8.         |

| Versenyző         | Versenyszám            | 5 km klasszikus | 5 km klasszikus | 5 km szabad | 5 km szabad | Helyezés |
| Versenyző         | Versenyszám            | Idő             | Hely.           | Időhátrány  | Idő         | Helyezés |
| ----------------- | ---------------------- | --------------- | --------------- | ----------- | ----------- | -------- |
| Amanda Fortier    | 5 + 5 km üldözőverseny | 14:30,5         | 49.             | kiesett     | kiesett     | kiesett  |
| Sara Renner       | 5 + 5 km üldözőverseny | 13:57,3         | 24.             | +0:58       | 13:12,1     | 17.      |
| Beckie Scott      | 5 + 5 km üldözőverseny | 13:17,5         | 4.              | +0:18       | 12:11,7     |          |
| Milaine Thériault | 5 + 5 km üldözőverseny | 13:57,0         | 22.             | +0:58       | 13:30,9     | 33.      |

## Snowboard
Halfpipe
| Versenyző        | Versenyszám | 1. selejtező | 1. selejtező | 2. selejtező | 2. selejtező | Döntő      | Döntő      | Döntő   | Helyezés |
| Versenyző        | Versenyszám | Pont         | Hely.        | Pont         | Hely.        | 1. forduló | 2. forduló | Hely.   | Helyezés |
| ---------------- | ----------- | ------------ | ------------ | ------------ | ------------ | ---------- | ---------- | ------- | -------- |
| Trevor Andrew    | Férfi       | 10,8         | 33.          | 39,4         | 5.           | 30,3       | 38,6       | 9.      | 9.       |
| Brett Carpentier | Férfi       | 29,7         | 20.          | 31,6         | 16.          | kiesett    | kiesett    | kiesett | 22.      |
| Mike Michalchuk  | Férfi       | 34,8         | 11.          | 28,6         | 21.          | kiesett    | kiesett    | kiesett | 27.      |
| Daniel Migneault | Férfi       | 19,2         | 28.          | 28,7         | 20.          | kiesett    | kiesett    | kiesett | 26.      |
| Natasza Zurek    | Női         | 30,0         | 10.          | 28,6         | 9.           | kiesett    | kiesett    | kiesett | 15.      |

Parallel giant slalom
| Versenyző          | Versenyszám | Selejtező | Selejtező | Nyolcaddöntő             | Negyeddöntő       | Elődöntő          | Döntő             | Helyezés |
| Versenyző          | Versenyszám | Idő       | Hely.     | Ellenfél Eredmény        | Ellenfél Eredmény | Ellenfél Eredmény | Ellenfél Eredmény | Helyezés |
| ------------------ | ----------- | --------- | --------- | ------------------------ | ----------------- | ----------------- | ----------------- | -------- |
| Jasey-Jay Anderson | Férfi       | 39,09     | 29.       | kiesett                  | kiesett           | kiesett           | kiesett           | 29.      |
| Mark Fawcett       | Férfi       | 37,53     | 17.       | kiesett                  | kiesett           | kiesett           | kiesett           | 17.      |
| Jérôme Sylvestre   | Férfi       | 36,86     | 6.        | Chris Klug (USA) · +0,05 | kiesett           | kiesett           | kiesett           | 12.      |
| Ryan Wedding       | Férfi       | 38,61     | 24.       | kiesett                  | kiesett           | kiesett           | kiesett           | 24.      |

## Szánkó
| Versenyző                  | Versenyszám | 1. futam | 1. futam | 2. futam | 2. futam | 3. futam | 3. futam | 4. futam | 4. futam | Összesítés | Összesítés |
| Versenyző                  | Versenyszám | Idő      | Hely.    | Idő      | Hely.    | Idő      | Hely.    | Idő      | Hely.    | Idő        | Helyezés   |
| -------------------------- | ----------- | -------- | -------- | -------- | -------- | -------- | -------- | -------- | -------- | ---------- | ---------- |
| Kyle Connelly              | Férfi egyes | 44,945   | 12.      | 44,922   | 11.      | 44,712   | 13.      | 45,144   | 18.      | 2:59,723   | 11.        |
| Chris Moffat               | Férfi egyes | 45,116   | 19.      | 45,145   | 19.      | 44,651   | 12.      | 45,088   | 15.      | 3:00,000   | 14.        |
| Tyler Seitz                | Férfi egyes | 45,051   | 16.      | 45,169   | 20.      | 44,756   | 14.      | 45,245   | 22.      | 3:00,221   | 19.        |
| Regan Lauscher             | Női egyes   | 44,001   | 14.      | 43,681   | 11.      | 43,615   | 9.       | 43,821   | 14.      | 2:55,118   | 12.        |
| Grant Albrecht Mike Moffat | Kettes      | 43,645   | 11.      | 43,721   | 13.      |          |          |          |          | 1:27,366   | 12.        |
| Chris Moffat Eric Pothier  | Kettes      | 43,285   | 8.       | 43,216   | 4.       |          |          |          |          | 1:26,501   | 5.         |

## Szkeleton
| Versenyző      | Versenyszám | 1. futam | 1. futam | 2. futam | 2. futam | Összesítés | Összesítés |
| Versenyző      | Versenyszám | Idő      | Hely.    | Idő      | Hely.    | Idő        | Helyezés   |
| -------------- | ----------- | -------- | -------- | -------- | -------- | ---------- | ---------- |
| Duff Gibson    | Férfi       | 51,40    | 5.       | 51,76    | 13.*     | 1:43,16    | 10.        |
| Jeff Pain      | Férfi       | 51,51    | 7.       | 51,41    | 7.       | 1:42,92    | 6.         |
| Pascal Richard | Férfi       | 51,98    | 15.      | 51,86    | 15.      | 1:43,84    | 15.        |
| Lindsay Alcock | Női         | 52,62    | 5.       | 53,07    | 7.       | 1:45,69    | 6.         |
| Michelle Kelly | Női         | 53,76    | 11.      | 53,56    | 10.      | 1:47,32    | 10.        |

* – egy másik versenyzővel azonos eredményt ért el